# Казалпустерленго
Казалпустерленго (итал. Casalpusterlengo) је насеље у Италији у округу Лоди, региону Ломбардија.
Према процени из 2011. у насељу је живело 12674 становника. Насеље се налази на надморској висини од 64 м.

## Становништво
| 1936. | 1951.  | 1961.  | 1971.  | 1981.  | 1991.  | 2001.  | 2011.  |
| ----- | ------ | ------ | ------ | ------ | ------ | ------ | ------ |
| 9.992 | 11.573 | 11.571 | 12.998 | 13.739 | 14.005 | 13.895 | 14.852 |